# Relais 4 × 200 mètres nage libre féminin aux Jeux olympiques d'été de 2012
Navigation
Pékin 2008 Rio de Janeiro 2016
L'épreuve de relais 4 × 200 m nage libre femmes des Jeux olympiques d'été de 2012 aura lieu le 1er août au London Aquatics Centre.

## Qualification
Pour participer à cette épreuve qui comprend 16 équipes qui représentent chacune un pays, les pays devaient soit faire partie des 12 meilleures équipes des Championnats du monde de natation 2011 dans cette épreuve soit des 4 équipes non encore qualifiés les plus rapides dans les 15 mois précédant les Jeux.

## Records
Avant cette compétition, les records dans cette discipline étaient les suivants :
| Record du monde  | 7 min 42 s 08 | Chine Yang Yu (1 min 55 s 47) Zhu Qianwei (1 min 55 s 79) Liu Jing (1 min 56 s 09) Pang Jiaying (1 min 54 s 73)                      | 30 juillet 2009 | Rome (Italie) | ,     |
| Record olympique | 7 min 44 s 31 | Australie Stephanie Rice (1 min 56 s 60) Bronte Barratt (1 min 56 s 58) Kylie Palmer (1 min 55 s 22) Linda Mackenzie (1 min 55 s 91) | 14 août 2008    | Pékin (Chine) | [ 4 ] |

## Médaillés
| Or | Argent | Bronze |
| États-Unis Missy Franklin Dana Vollmer Shannon Vreeland Allison Schmitt Alyssa Anderson Lauren Perdue | Australie Bronte Barratt Melanie Schlanger Kylie Palmer Alicia Coutts Brittany Elmslie Angie Bainbridge Jade Neilsen Blair Evans | France Camille Muffat Charlotte Bonnet Ophélie-Cyrielle Étienne Coralie Balmy Margaux Farrell Mylène Lazare |

## Résultats

### Final
| Rang                                | Ligne | Pays            | Nageuses                                                               | Temps         | Notes   |
| ----------------------------------- | ----- | --------------- | ---------------------------------------------------------------------- | ------------- | ------- |
| Médaille d'or, Jeux olympiques      | 5     | États-Unis      | Missy Franklin Dana Vollmer Shannon Vreeland Allison Schmitt           | 7 min 42 s 92 | RO, RAM |
| Médaille d'argent, Jeux olympiques  | 4     | Australie       | Bronte Barratt Melanie Schlanger Kylie Palmer Alicia Coutts            | 7 min 44 s 41 |         |
| Médaille de bronze, Jeux olympiques | 2     | France          | Camille Muffat Charlotte Bonnet Ophélie-Cyrielle Étienne Coralie Balmy | 7 min 47 s 49 | RN      |
| 4                                   | 3     | Canada          | Barbara Jardin Samantha Cheverton Amanda Reason Brittany MacLean       | 7 min 50 s 65 |         |
| 5                                   | 1     | Grande-Bretagne | Caitlin Mcclatchey Rebecca Turner Hannah Miley Joanne Jackson          | 7 min 52 s 37 |         |
| 6                                   | 7     | Chine           | Shija Wang Ye Shiwen Liu Jing Tang Yi                                  | 7 min 53 s 11 |         |
| 7                                   | 6     | Italie          | Alice Mizzau Alice Nesti Diletta Carli Federica Pellegrini             | 7 min 56 s 30 |         |
| 8                                   | 8     | Japon           | Haruka Ueda Hanae Ito Yayoi Matsumoto Aya Takano                       | 7 min 56 s 73 |         |

### Séries (1eraoût le matin)
| Rang | Série | Ligne | Pays             | Nageuses                                                              | Temps         | Notes |
| ---- | ----- | ----- | ---------------- | --------------------------------------------------------------------- | ------------- | ----- |
| 1    | 1     | 4     | Australie        | Brittany Elmslie Angie Bainbridge Jade Neilsen Blair Evans            | 7 min 49 s 44 | Q     |
| 2    | 2     | 4     | États-Unis       | Lauren Perdue Shannon Vreeland Alyssa Anderson Dana Vollmer           | 7 min 50 s 75 | Q     |
| 3    | 1     | 5     | Canada           | Barbara Jardin Samantha Cheverton Amanda Reason Brittany MacLean      | 7 min 50 s 84 | Q     |
| 4    | 2     | 6     | Italie           | Alice Mizzau Alice Nesti Diletta Carli Federica Pellegrini            | 7 min 52 s 75 | Q     |
| 5    | 1     | 3     | France           | Ophélie-Cyrielle Étienne Margaux Farrell Mylène Lazare Camille Muffat | 7 min 52 s 88 | Q     |
| 6    | 2     | 5     | Chine            | Zhu Qianwei Liu Jing Chen Qian Pang Jiaying                           | 7 min 53 s 66 | Q     |
| 7    | 1     | 6     | Grande-Bretagne  | Caitlin McClatchey Rebecca Turner Ellie Faulkner Joanne Jackson       | 7 min 54 s 31 | Q     |
| 8    | 1     | 2     | Japon            |                                                                       | 7 min 54 s 56 | Q     |
| 9    | 2     | 3     | Hongrie          |                                                                       | 7 min 54 s 58 |       |
| 10   | 1     | 1     | Espagne          |                                                                       | 7 min 54 s 59 |       |
| 11   | 2     | 2     | Nouvelle-Zélande |                                                                       | 7 min 55 s 92 |       |
| 12   | 1     | 7     | Russie           |                                                                       | 7 min 56 s 50 |       |
| 13   | 2     | 7     | Allemagne        |                                                                       | 7 min 58 s 93 |       |
| 14   | 2     | 1     | Slovénie         |                                                                       | 8 min 04 s 69 |       |
| 15   | 1     | 8     | Ukraine          |                                                                       | 8 min 12 s 67 |       |
| 16   | 2     | 8     | Pologne          |                                                                       | 8 min 13 s 76 |       |